# Cigarettenfabrik Dressler
Cigarettenfabrik Dressler KG nebo také Sturm-Zigaretten-Fabrik GmbH byl německý výrobce cigaret. Firmu založil v roce 1929 v Drážďanech Arthur Dressler, komanditistou byl Ernst Stephan. Výrobky firmy byly určeny příslušníkům oddílů Sturmabteilung.
Lukrativní tabákový průmysl Výmarské republiky kontrolovalo několik velkých firem jako Reemstsma, Martin Brinkmann a Haus Neuerburg. Nacistický funkcionář Otto Wagener proto podpořil založení árijské továrny na cigarety, z jejíhož výdělku byla financována činnost SA. Dresslerova továrna vyráběla značky cigaret Sturm, Trommler, Alarm a Neue Front, reklama využívala nacistickou symboliku. SA-Manni měli zakázáno kouřit jiné cigarety než od Dresslera, nacistické bojůvky také útočily na prodejce konkurenčních značek.
Po nástupu nacistů k moci firma upadla, protože režim převzal kontrolu nad velkými tabákovými koncerny, noc dlouhých nožů ukončila politický vliv SA a navíc začalo protikuřácké tažení v nacistickém Německu. V roce 1935 Dressler zbankrotoval.